# Bisanthe menyharthi raggei
Bisanthe menyharthi raggei es una subespecie de la especie Bisanthe menyharthi, un tipo de mantis de la familia Mantidae.

## Distribución geográfica
Se encuentra en Botsuana, Mozambique y Zimbabue.